# Рауль, Альфред
Альфред Рауль (фр. Alfred Raoul; 15 декабря 1938, Пуэнт-Нуар, Французская Экваториальная Африка — 16 июля 1999, Париж, Франция) — конголезский военный, политический и государственный деятель, Президент Республики Конго — глава временного правительства (фр. Chef du gouvernement provisoire (5 сентября 1968-1 января 1969), 4-й премьер-министр Республики Конго (1968—1969). Вице-президент Народной Республики Конго (с января 1970 по декабрь 1971). Генерал, дипломат.

## Биография
Родился в смешанной семье — отца кабинданского происхождения и конголезской матери. Учился в средней школе, лицее в Пуэнт-Нуаре, в 1959 году вступил в армию. Окончил военную школу Сен-Сир во Франции, где был первым конголезцем прошедшим курс обучения.
С 1963 года — армейский капитан.
Незадолго до государственного переворота в сентябре 1968 года, в период президентства Альфонса Массемба-Дебата, пришедшего к власти в 1963 году, Национальный совет революции назначил временное правительство во главе с Альфредом Раулем. Занимал пост главы временного правительства с 22 августа 1968 года.

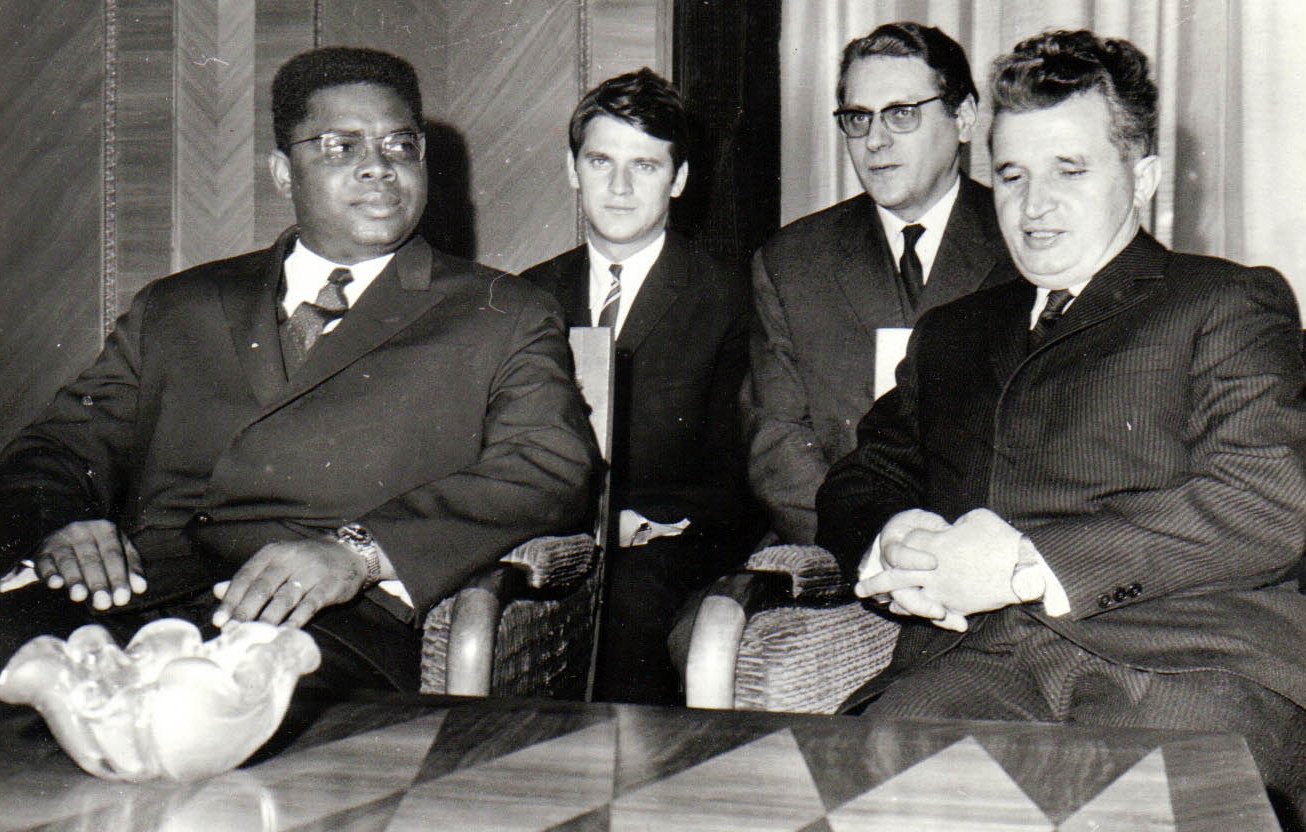
Альфред Рауль на встрече с лидером Румынии Н. Чаушеску. 1969 г.

Затем стал одним из ведущих участников переворота и членом Военного комитета Национального совета революции в качестве Президента Республики Конго. Занимал должность главы правительства до 30 декабря 1969 года, когда вступила в силу новая конституция страны.
Вице-президент Народной Республики Конго (с января 1970 по декабрь 1971). В этом качестве представлял Конго на похоронах президента Франции Шарля де Голля.
Работал послом в странах Бенилюкса, Египте, Евросоюзе и др.), руководил сахарной компанией SUCO, Национальным банком развития Конго (BNDC).
В 1970 году, будучи членом политбюро Конголезской партии труда, возглавлял конголезскую делегацию, которая посетила КНР и встретилась с Мао Цзэдуном.

## Память
- В Браззавиле его именем назван бульвар, а в Пуэнт-Нуаре — проспект.
- Альфреду Раулю в столице установлен бюст.